# Anne de Chardonnet
Pour les articles homonymes, voir Chardonnet.
Anne de Chardonnet, née à Lyon (Rhône) le 14 juillet 1869 et morte à Paris le 17 septembre 1926, est une sculptrice française.

## Biographie
Née le 14 juillet 1869 à Lyon, Anne de Chardonnet est la fille du comte Hilaire de Chardonnet, inventeur de la soie artificielle et important industriel du textile de Besançon, et de Marie-Antoine Camille de Ruolz-Montchal. 
Elle réalisa le buste de son père qui sera ensuite reproduit à grande échelle en plâtre et placé à l'entrée des différentes succursales de l'entreprise familiale. 
Son goût pour la sculpture est encouragé par son oncle Léopold de Ruolz, directeur de l'École des beaux-arts de Lyon. Elle est l'élève des sculpteurs Mathurin Moreau et Jules Franceschi et expose des groupes, des statues et des bustes au Salon des artistes français de Paris de 1911 à 1926.
Elle a son atelier dans la propriété familiale en Isère, au château du Vernay.
En 1917, elle épouse le vicomte Félix de Pardieu, lieutenant-colonel responsable de la défense de Lille durant la Première Guerre mondiale.
Atteinte d'un cancer du sein, elle meurt à Paris le 17 septembre 1926.
Une rue de Besançon porte le nom d'Anne de Pardieu.
Le buste de son père, Hilaire de Chardonnet, sera repris pour réaliser les monuments dédiés à Hilaire de Chardonnet à Lyon et Besançon.

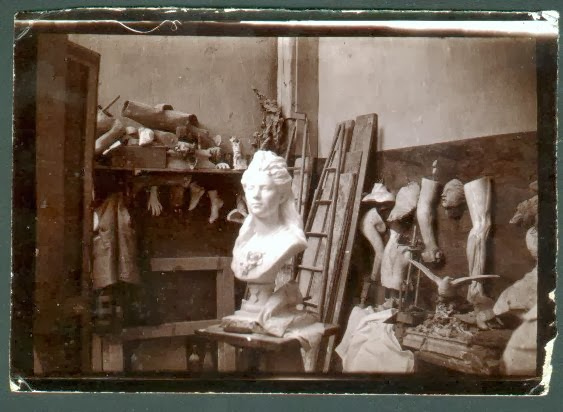
Atelier d'Anne de Chardonnet au château du Vernay[réf. nécessaire], photographie non sourcée.
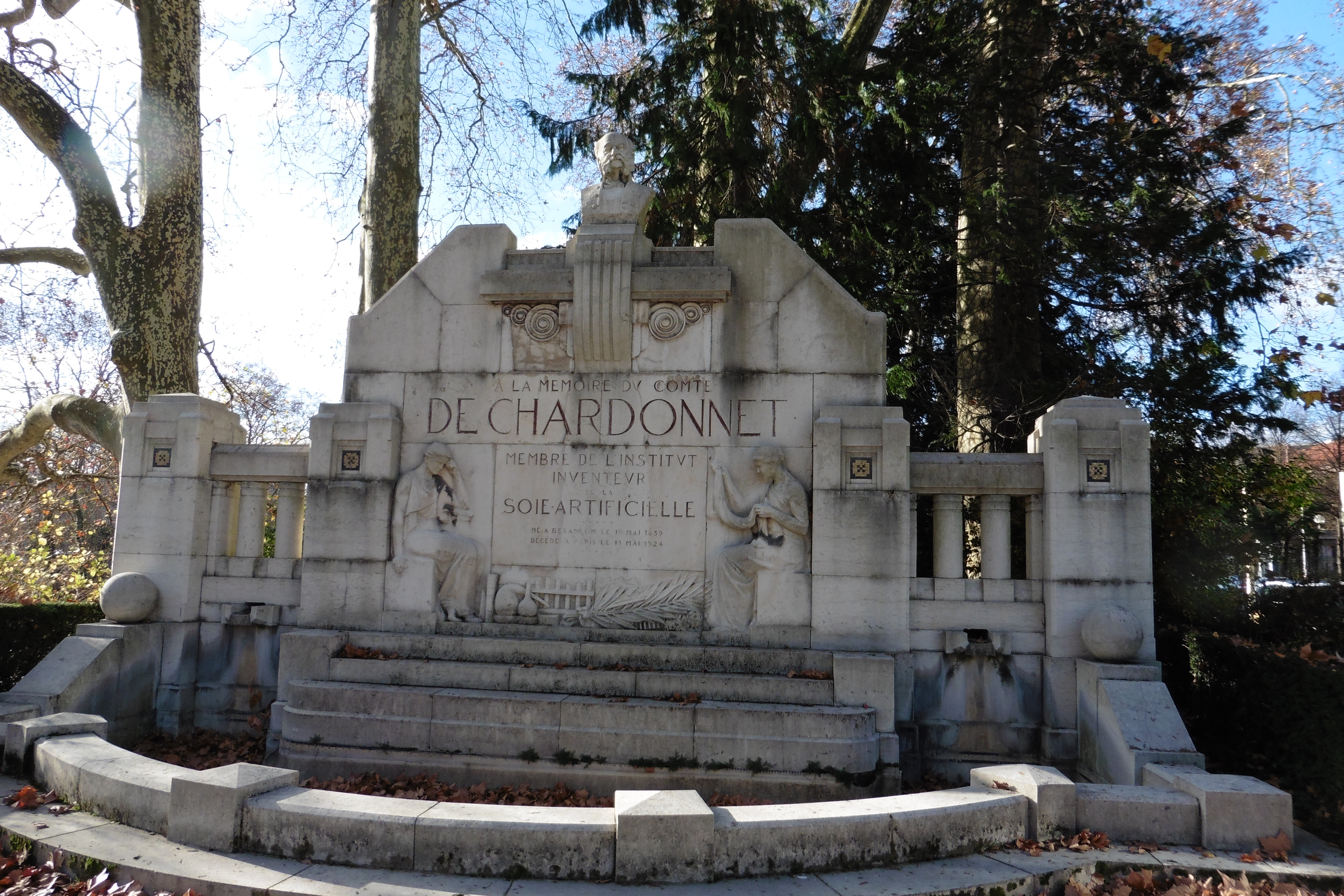
Maurice Boutterin, Monument au comte Hilaire de Chardonnet (1936), sculptures de René de Chateaubrun (1845-1942) et Georges Laëthier (1875-1955). Le buste d'Hilaire de Chardonnet est conçu par Anne de Chardonnet.

## Œuvres dans les collections publiques
- Besançon, musée des beaux-arts et d'archéologie :
  - Louis XVII au Temple, vers 1891, statue en marbre[2] ;
  - Walkyrie endormie, 1892, statuette en cire[3] ;
  - Comte Hilaire de Chardonnet, père de l'artiste, 1923, buste en marbre[4].

Œuvres d'Anne de Chardonnet
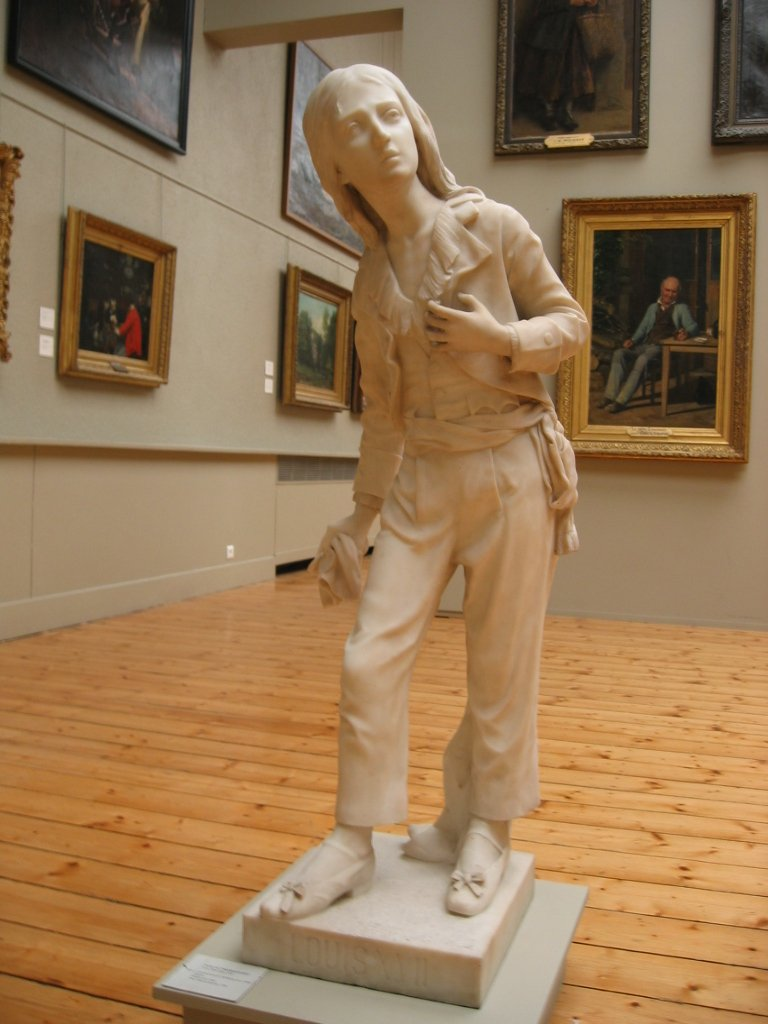
Louis XVII au Temple (vers 1891), musée des beaux-arts et d'archéologie de Besançon.
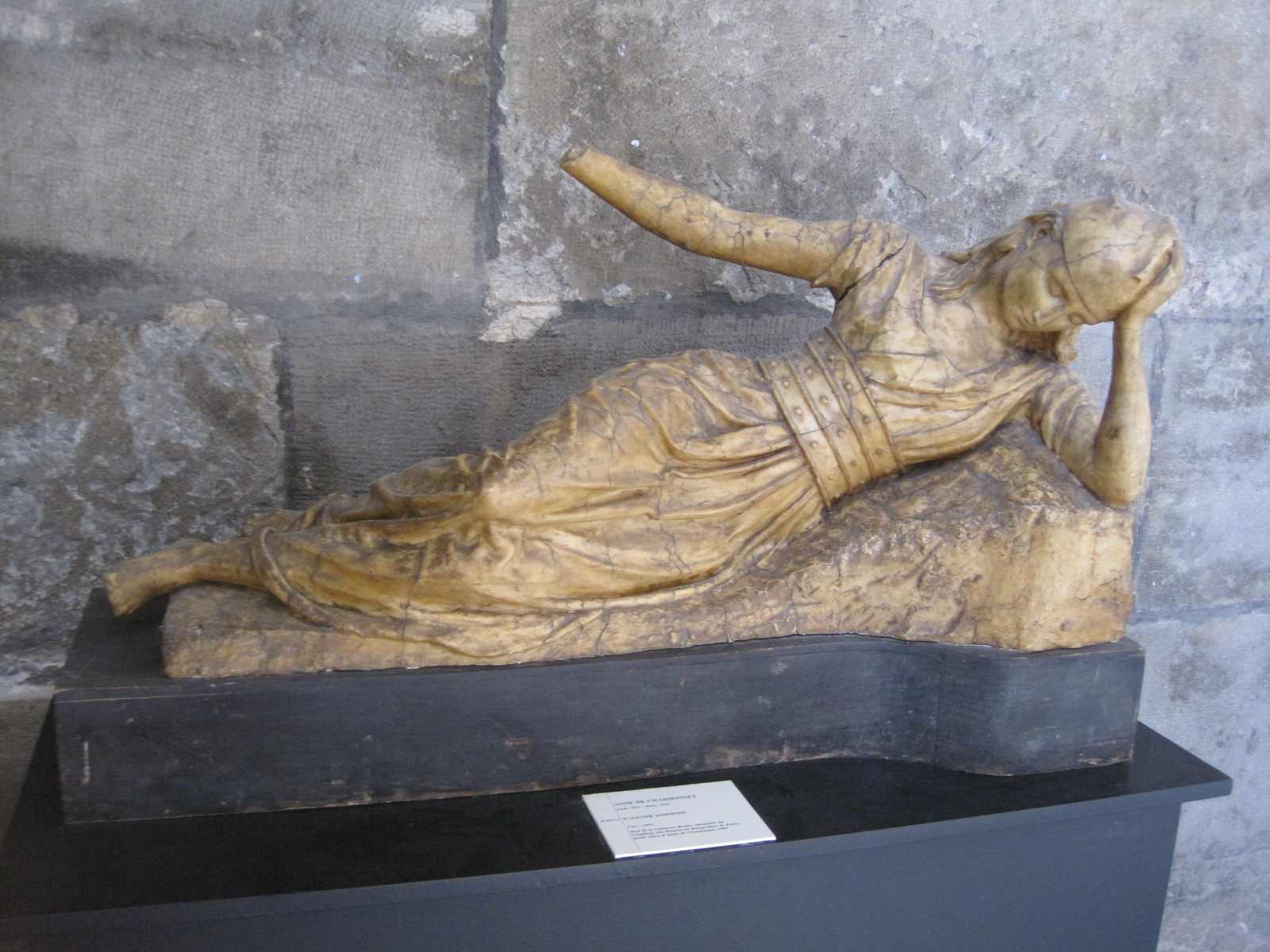
Walkyrie endormie (1892), musée des beaux-arts et d'archéologie de Besançon.
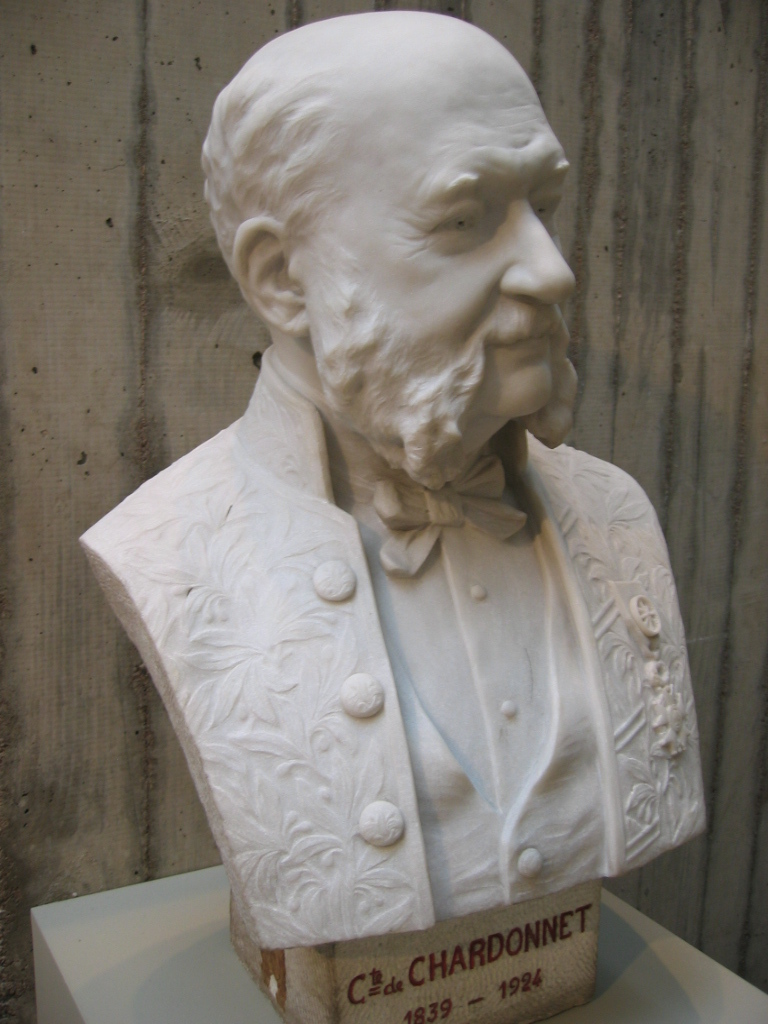
Comte Hilaire de Chardonnet (1923), musée des beaux-arts et d'archéologie de Besançon.